# Neustadt am Rennsteig
Neustadt am Rennsteig är en ortsteil i staden Großbreitenbach i Ilm-Kreis i förbundslandet Thüringen i Tyskland. Neustadt am Rennsteig var en kommun fram till den 1 januar 2019 när den tillsammans med 7 andra kommuner bildade den nya kommunen Großbreitenbach. Kommunen hade 918 invånare 2018.